# 贺光辉
贺光辉（1929年—），男，陕西清涧人，中华人民共和国政治人物，曾任第八届全国人大代表，第九届全国政协委员。